# CLDN14
CLDN14‏ (Claudin 14) هوَ بروتين يُشَفر بواسطة جين CLDN14 في الإنسان.